# Framtidshjul

Ett framtidshjul som beskrivs av Jerome C. Glenn: en central händelse (blå) omgiven av dess direkta konsekvenser (röd), där de återigen omges av händelsens indirekta konsekvenser (grön)

Framtidshjulet är en metod för grafisk visualisering av direkta och indirekta framtida konsekvenser av en viss förändring eller utveckling. Den uppfanns av Jerome C. Glenn 1971, när han var student vid Antioch Graduate School of Education (nu Antioch University New England).
Framtidshjulet är ett sätt att organisera tänkande och frågeställningar kring framtiden – en sorts strukturerad brainstorming. (Jerome C. Glenn (1994) Framtidshjulet)

## Beskrivning
Ett framtidshjul inleds med att den centrala termen, vilken representerar den förändring som ska analyseras, placeras i mitten av sidan eller ritområdet. Runt denna centrala term placeras de händelser eller konsekvenser som är en direkt följd av förändringen. Därefter ordnas de indirekta konsekvenserna – det vill säga konsekvenser av de direkta effekterna – i ett yttre lager runt dessa. Begreppen organiseras ofta som noder i en trädstruktur eller ett nätverk, där samband visualiseras genom linjer. De olika nivåerna i strukturen markeras vanligtvis med koncentriska cirklar för att tydliggöra graden av direkthet i relation till den ursprungliga förändringen.

## Användande
Framtidshjulet används vanligtvis för att organisera tankar om en framtida utveckling eller trend. Med den kan möjliga effekter samlas in och dokumenteras på ett strukturerat sätt. Användningen av sammankopplade linjer gör det möjligt att visualisera sambanden mellan orsaker och resulterande förändringar. Således kan framtidshjul hjälpa till att utveckla flera koncept om möjlig framtida utveckling genom att erbjuda ett framtidsmedvetet perspektiv och hjälpa till med brainstorming i gruppen.